# Charles Gordon, 1. Earl of Aboyne
Charles Gordon, 1. Earl of Aboyne († März 1681), war ein schottischer Adliger.

## Leben
Er gehörte dem Clan Gordon an und war der vierte von fünf Söhnen des George Gordon, 2. Marquess of Huntly (1592–1649), aus dessen Ehe mit Lady Anne Campbell (1594–1638), Tochter des Archibald Campbell, 7. Earl of Argyll. Als Sohn eines Marquess führte er das Höflichkeitsprädikat Lord.
Wie seine Familie stand er während des Bürgerkriegs loyal auf der Seite der Royalisten. König Karl II. erhob ihn deshalb nach der Wiederherstellung der Monarchie am 10. September 1660 durch Letters Patent in der Peerage of Scotland zum Earl of Aboyne und Lord Gordon of Strathavon and Glenlivet.
1671 ließ er seinen Wohnsitz Aboyne Castle in Aberdeenshire ausbauen und insbesondere den Westflügel als Wohnturm neu errichten.

## Ehen und Nachkommen
In erster Ehe heiratete er Margaret Irvine († 1662), Tochter des Sir Alexander Irvine, 10. Laird of Drum. Mit ihr hatte er eine Tochter:
- Lady Anne Gordon († nach 1665).

In zweiter Ehe heiratete er 1665 Lady Elizabeth Lyon, Tochter des John Lyon, 2. Earl of Kinghorne. Mit ihr hatte er vier Söhne und eine Tochter:
- Charles Gordon, 2. Earl of Aboyne (1670–1702), ⚭ Lady Elizabeth Lyon, Tochter des Patrick Lyon, 3. Earl of Strathmore and Kinghorne;
- Hon. John Gordon (um 1671–1672);
- Hon. Patrick Gordon (um 1672–nach 1681);
- Hon. George Gordon (um 1675–nach 1699);
- Lady Elizabeth Gordon († nach 1698), ⚭ 1685–1698 John Mackenzie, 2. Earl of Cromartie.

Als er 1681 starb, erbte sein ältester Sohn Charles seine Adelstitel.